# Superpuchar Polski 1997
La 11ª edizione della Supercoppa di Polonia  si è svolta il 3 agosto 1997.
Al Pepsi Arena di Varsavia si scontrano il Widzew Łódź, vincitore del campionato e il Legia Varsavia, vincitore della coppa nazionale.
A vincere il trofeo è stato, per la terza volta nella sua storia, il Legia Varsavia.

## Tabellino
| Arbitro: | Stanisław Żyjewski |

|               |           |                           |
| Dembiński 36’ | Marcatori | 45’ Zeigbo 80’ Sokołowski |